# Chiesa dei Santi Quirico e Giulitta (Genova)
La chiesa dei Santi Quirico e Giulitta è un edificio religioso del quartiere genovese di San Quirico, in val Polcevera, e la sua comunità parrocchiale fa parte del Vicariato di Bolzaneto dell'arcidiocesi di Genova.

## Storia e descrizione

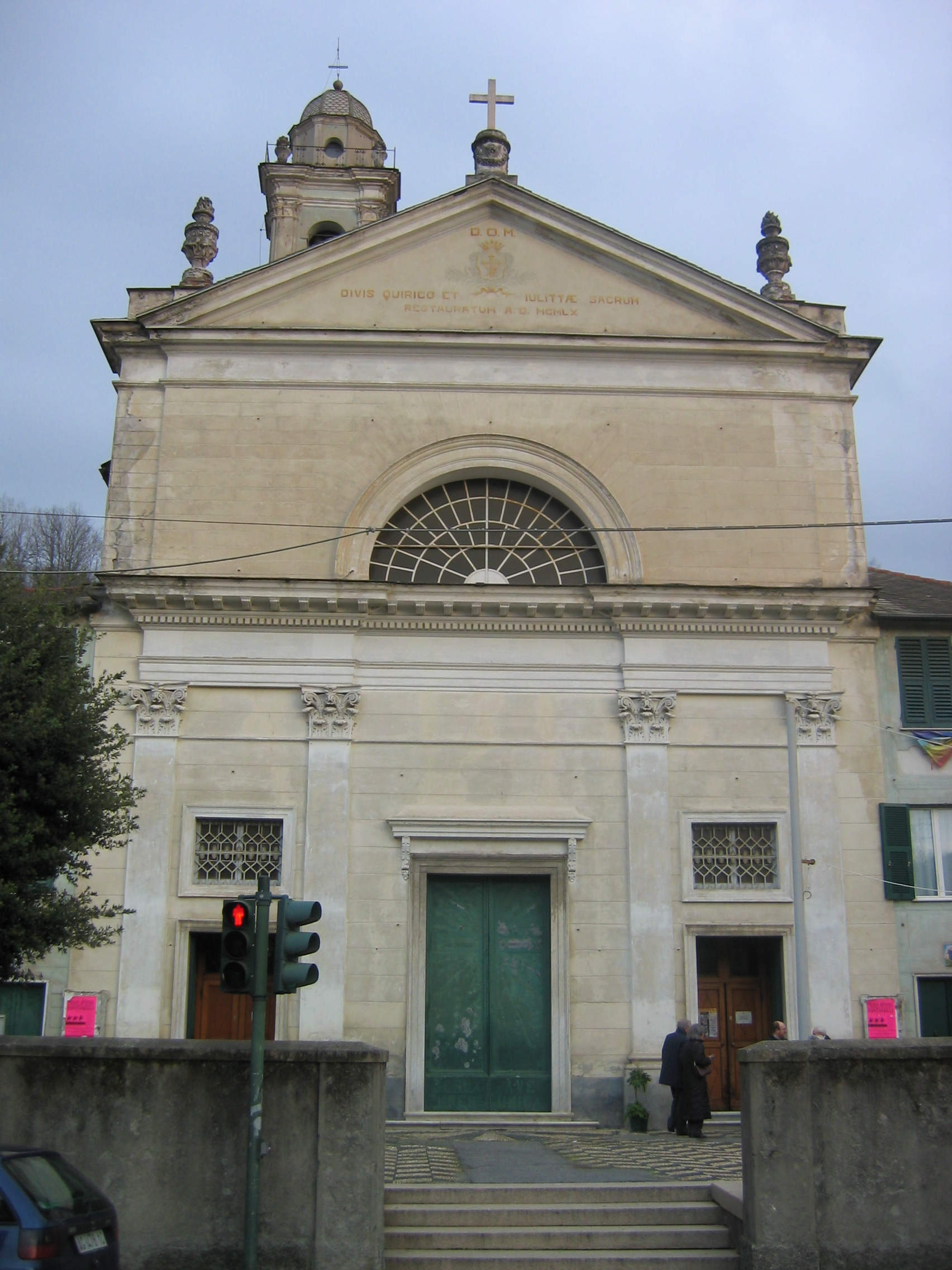
La facciata

Si ritiene che una cappella dedicata ai Santi Quirico e Giulitta esistesse già intorno all'anno mille, ma come altre chiese della Valpolcevera è citata per la prima volta nel 1143 sul "Registro Arcivescovile" delle decime, come cappella soggetta alla pieve dei Santi Cornelio e Cipriano di San Cipriano (Serra Riccò).
Nel XIII secolo è chiesa parrocchiale, con la citazione nei documenti del 23 marzo 1222 del rettore prete Pietro, ma nei secoli successivi, forse a causa di uno spopolamento del borgo a seguito di pestilenze, tornò ad essere succursale della pieve di San Cipriano, e fu ricostituita in parrocchia solo nel 1563 con decreto arcivescovile di monsignor Agostino Maria Salvago. I registri parrocchiali cominciano dall'anno 1608.
Ricostruita nel XVII secolo a tre navate e sette altari, secondo alcune fonti nel 1625 o 1685, fu consacrata e nominata a prevostura il 24 luglio 1768 dall'arcivescovo Giovanni Lercari. A metà del XIX secolo minacciava però rovina e si rese necessaria una nuova ricostruzione, completata nel 1851 e con la consacrazione il 7 settembre da parte dell'arcivescovo titolare di Nazianzo monsignor Giovanni Battista d'Albertis. Nel 1864 fu eletta ad arcipretura da monsignor Andrea Charvaz.
La chiesa, progettata dall'architetto sampierdarenese Angelo Scaniglia, ha un'unica navata, con un ampio presbiterio, coro e quattro cappelle, in cui sono conservati diversi pregevoli dipinti del XVII e XVIII secolo, tra i quali Santa Chiara in adorazione del Santissimo Sacramento di Giovanni Andrea Carlone, San Felice Vescovo di Genova celebra la messa di Giovanni Andrea De Ferrari, Estasi di Santa Teresa  di Domenico Piola e Sant'Orsola, le vergini e Sacra Famiglia di Domenico Fiasella. Le decorazioni e affreschi interni sono stati realizzati dai pittori Michele Cesare Danielli, Giovanni Mola e Camillo Torsegno che ne eseguì le dorature nel 1870. Sull'altare maggiore il gruppo ligneo dei due santi titolari è stato realizzato dallo scultore Giuseppe Rungaldier.